# 李世瑜
李世瑜（1922年2月—2010年12月29日），中國歷史學家、社會學家、天津方言專家，生前供職於「天津文史研究館」。輔仁大學社會學系畢業，輔仁大學人類學碩士。

## 簡歷

### 學術單位經歷
- 北平辅仁大学
- 天津社會科學院
- 天津师范大学
- 天津古籍出版社
- 美国宾州大学（客座教授）
- 日本学习院大学（客座教授）

### 主要成就
- 中國「社會歷史學」創始者
- 使用田野工作方法進行民间宗教研究
- 历史学、考古学、宗教学、民俗学、方言学、方志学、文献学等研究

### 主要著作
- 《宝卷综录》
- 《现在华北秘密宗教》
- 《天津的方言俚语》
- 《社会历史学文集》
- 《宝卷论集》

## 外部連結
- 李世瑜和他的社会历史学[]
- 李世瑜纪念馆
- 李世瑜先生纪念会举行[永久]